# Герб Шаргородського району
Герб Шаргородського району — офіційний символ Шаргородського району, затверджений 12 грудня 2005 р. рішенням сесії районної ради.

## Опис
Щит розтятий. На першій лазуровій половині золоті хрест і сонце в стовп. Друга розділена на три частини: зелену з зображенням золотої дубової гілки; золоту муровану зубчасту; червону. Щит обрамлено декоративним картушем, увінчаним стилізованою золотою короною з п'ятьма зубцями у вигляді листків дерев, і вінком із жовтого колосся, обвитим блакитною стрічкою з золотим написом "Шаргородський район".